# Jan Ludwik Manget
 Jan Ludwik Manget (ur. ok. 1753 w Warszawie, zm. po 1819) – generał major Wojsk Koronnych, dowódca brygady w czasie insurekcji kościuszkowskiej. Syn pułkownika Wojska Polskiego, spolonizowanego Francuza. Paź króla Stanisława Augusta.

## Życiorys
Do wojska wstąpił w 1770 do Gwardii Koronnej. Później oficer 2 Małopolskiej Brygady Kawalerii Narodowej. Major z 1789, a od 1792 vivebrygadier 2 Brygady. W 1792 walczył z interwencją rosyjską. Po odejściu ze służby gen. A. Walewskiego pełniący obowiązki dowódcy brygady.
Był członkiem krakowskiego ośrodka sprzysiężenia insurekcyjnego. 2 kwietnia 1794 Tadeusz Kościuszko awansował go na brygadiera a 6 kwietnia na generała- majora. Walczył w bitwie pod Racławicami. Jednak jako oficer nie prezentował większych wartości, popełniał podstawowe błędy. Wykazał nieudolność i pozostawił nieprzyjacielowi inicjatywę operacyjna w Kieleckiem. Jego prawość jako człowieka pozostawiała wiele do życzenia. Dopuszczał się malwersacji finansowych i brutalnego wykorzystywania władzy. W czerwcu zdezerterował i uciekł do Galicji. Gdy pod koniec powstania powrócił został aresztowany i do końca powstania siedział w areszcie. Wobec upadku powstania uniknął kary.
Usiłował wejść do służby rosyjskiej. Ostatecznie w 1819 prowadził szkołę jazdy w dobrach Czartoryskich w Winnicy.